# Stephen Walkom
Stephen Walkom, född 8 augusti 1963, är en kanadensisk före detta ishockeydomare som var verksam i den nordamerikanska ishockeyligan National Hockey League (NHL) mellan 1990 och 2004 samt 2009 och 2013. Under sin domarkarriär i NHL dömde han 920 grundspelsmatcher, 125 slutspelsmatcher (Stanley Cup) och fyra Stanley Cup-finaler. Walkom var också verksam internationellt och var en av ishockeydomarna vid World Cup 2004.
I juli 2004 tvingades NHL:s dåvarande domarbas Andy Van Hellemond avgå på grund av spelproblem, NHL utsåg Walkom till att efterträda honom på temporärt basis. Året efter blev han permanent och var på positionen fram till 2009 när Walkom återvände till domaryrket. 2013 pensionerade han sig igen och återvände till att arbeta som ligans domarbas.
Han avlade en kandidatexamen i handel vid Laurentian University.